# Tim Cain
Tim Cain (1965. augusztus 25. –) amerikai számítógépes játék-fejlesztő, aki leginkább az 1997-es Fallout című játék megálmodójaként, producereként, vezető tervezőjeként és programozójaként ismert. 2009-ben az IGN minden idők száz legnagyobb játékfejlesztője közt tartotta számon.

## Életútja
Cain a Virginiai Egyetemre járt, majd tanulmányait Kaliforniában fejezte be. Ez idő alatt segített egy barátjának leprogramozni a Grand Slam Bridge nevű kártyajátékot, amely 1986-ban jelent meg a CYBRON Corporation gondozásában. 1989-ben szerezte meg mesterdiplomáját számítástechnika-tudományból a Kaliforniai Egyetemen.
Az Interplaynél helyezkedett el, ahol 1994-ben egyedül kezdte el fejleszteni, eleinte saját szórakoztatására azt a körökre osztott szerepjátékot, amelyből később a Fallout lett. A játék alapja a GURPS szerepjátékos szabálykönyv volt, a grafikus motor pedig különleges, izometrikus nézőpontú. A játék három és fél évig készült, 1997 végi megjelenéséig Cain más játékok fejlesztésében is közreműködött, így lett többek között tanácsadó programozó a Stonekeep fejlesztésénél, illetve segített kódolni a Star Trek: Starfleet Academy című játékot.
A Fallout megjelenése után megromlott a viszonya az Interplay vezetőségével, azok ugyanis mindenáron a Fallout 2 fejlesztését erőltették (ebben Cain-nek végül csak kisebb szerepe volt), ráadásul nem voltak hajlandóak kifizetni neki a sikeres befejezésért járó, előre kialkudott bónuszt. Ezért otthagyta a céget, és összeállt Thomas R. Deckerrel, aki egy időben a Fallout producere is volt. Új cégük a Troika Games nevet kapta. Első játékuk a 2001-es Arcanum volt, majd 2003-ban a nagy dobásnak szánt Temple of Elementary Evil (mindkettő szerepjáték volt). Szerették volna megszerezni a Fallout licenszjogait is, amikor eladóvá váltak, de a Bethesda többet kínált értük. A Troika közben rossz anyagi helyzetbe került, és bár 2004-ben még megjelent a "Vampire: The Masquerade - Bloodlines", Cainék következő fejlesztése, egy újabb posztapokaliptikus játék szintén törlésre került, miután nem találtak megfelelő finanszírozást, és ezért 2005 elején bezártak.
Cain ekkor a Carbine Studios-hoz csatlakozott, ahol egy fantasy MMORPG-t fejlesztettek éppen (ebből lett később a WildStar). Itt 2007-től 2011-ig volt főtervező, majd nyomban csatlakozott az Obsidian Entertainmenthez, mint programozó. Itt a Pillars of Eternity egyik vezető fejlesztője lett, valamint alaposan kivette a részét a The Outer Worlds fejlesztéséből is. 2020-tól már nem az Obsidian munkavállalója, azonban külsősként besegít nekik és még két másik cégnek is, megbízási jogviszonyban. 2023-ban elindította saját YouTube-csatornáját, ahol az életéről és a munkáiról mesél meglehetős részletességgel.

## Magánélete
Cain örökletes színvakságban szenved, saját bevallása szerint a színspektrum kevesebb mint a felét látja. Szeret főzni, különösen a kínai és a japán konyha érdekli, kedvenc ételei a fokhagymás-sült rizses csirke és a karaage.
Cain nyíltan homoszexuális, ezt a 2000-es évek eleje óta vállalja fel. Partnerével, Robert Landdel 2011. július 14-én házasodtak össze.

## Játékfejlesztőként közreműködött
| Év   | Cím                                             | Szerep                               |
| ---- | ----------------------------------------------- | ------------------------------------ |
| 1991 | The Bard's Tale Construction Set                | tervező, programozó                  |
| 1993 | Rags to Riches: The Financial Market Simulation | programozó, tervezési részfeladatok  |
| 1997 | Star Trek: Starfleet Academy                    | programozó                           |
| 1997 | Fallout                                         | producer, tervező, vezető programozó |
| 1998 | Fallout 2                                       | tervező                              |
| 2001 | Arcanum: Of Steamworks and Magick Obscura       | vezető programozó                    |
| 2003 | The Temple of Elemental Evil                    | vezető programozó                    |
| 2004 | Vampire: The Masquerade – Bloodlines            | programozó                           |
| 2014 | South Park: The Stick of Truth                  | programozó                           |
| 2014 | WildStar                                        | tervezési és programozási részmunkák |
| 2015 | Pillars of Eternity                             | programozó, tervezési részfeladatok  |
| 2016 | Tyranny                                         | programozó                           |
| 2019 | The Outer Worlds                                | rendező                              |